# Alfredo Alves Tinoco
Alfredo Alves Tinoco (Rio de Janeiro, 1904. december 2. – Rio de Janeiro, 1975. július 4.) brazil labdarúgó, fedezet.

## Pályafutása
1929 és 1934 között a Vasco da Gama labdarúgója volt. A brazil válogatott tagjaként részt vett az 1934-es olaszországi világbajnokságon, ahol egy mérkőzésen szerepelt.